# Esteban Gutiérrez
Esteban Manuel Gutiérrez Gutiérrez (* 5. August 1991 in Monterrey, Nuevo León) ist ein mexikanischer Automobilrennfahrer. 2010 gewann er den Meistertitel der GP3-Serie. Er startete 2011 und 2012 in der GP2-Serie. Er fuhr von 2013 bis 2016 in der Formel 1.

## Karriere
Nachdem Gutiérrez seine Motorsportkarriere 2004 im Kartsport begonnen hatte, wechselte er 2007 in den Formelsport und nahm an der amerikanischen Formel BMW teil. Mit vier Siegen gewann er den Vizemeistertitel hinter Daniel Morad und wurde bester Neueinsteiger. Außerdem trat er bei zwei Rennen der deutschen Formel BMW an. 2008 wechselte er nach Europa in die europäische Formel BMW, die aus dem Zusammenschluss der britischen mit der deutschen Formel BMW entstanden war. Mit sieben Siegen gewann er den Meistertitel dieser Formel vor Marco Wittmann und wurde somit zum jüngsten mexikanischen Rennfahrer aller Zeiten, der einen internationalen Titel gewann. Zudem startete er bei zwei Rennen des deutschen Formel-3-Cups und der Internationalen Formel Master. Beim Weltfinale der Formel BMW wurde er Dritter hinter dem Sieger Alexander Rossi und Michael Christensen.
2009 startete Gutiérrez als Teamkollege von Jules Bianchi, Valtteri Bottas und Adrien Tambay für ART Grand Prix in der Formel-3-Euroserie. Mit zwei dritten Plätzen belegte er am Saisonende den neunten Platz. Außerdem absolvierte er vier Gaststarts in der britischen Formel-3-Meisterschaft. Der Höhepunkt des Jahres war ein Formel-1-Testtag für das BMW Sauber-Team, den Gutiérrez im Dezember 2009 bestreiten durfte. 2010 ging Gutiérrez für ART Grand Prix in der neugegründeten GP3-Serie an den Start. Mit fünf Siegen sicherte er sich vorzeitig den ersten Meistertitel der GP3-Serie vor Robert Wickens. Außerdem absolvierte er für ART Gaststarts in der Formel-3-Euroserie und in der britischen Formel-3-Meisterschaft. Darüber hinaus erhielt er an einigen Grand-Prix-Wochenenden beim Sauber-Team einen Einblick in die Abläufe eines Formel-1-Wochenendes und absolvierte einen Testtag für den Formel-1-Rennstall.
2011 wechselte Gutiérrez in die GP2-Serie und blieb bei seinem Team, das ab dieser Saison unter dem Namen Lotus ART Grand Prix antrat. Er startete sowohl in der Saison der GP2-Asia-Serie, als auch in der regulären Saison. In der GP2-Asia-Serie wurde er Elfter in der Fahrerwertung. In der GP2-Serie erzielte er beim Sprintrennen in Valencia seinen ersten Sieg. Während sein Teamkollege Bianchi Dritter wurde, beendete Gutiérrez die Saison auf dem 13. Gesamtrang. Nach der Saison nahm Gutiérrez für Lotus ART am GP2 Final 2011 teil und wurde Achter. Darüber hinaus übernahm er in der Formel 1 die Aufgabe des Test- und Ersatzfahrers bei Sauber Motorsport, wo er zwei Testtage absolvierte. Als jedoch Sauber-Stammpilot Sergio Pérez für ein Wochenende ausfiel, wurde ihm Pedro de la Rosa vorgezogen. 2012 absolvierte Gutiérrez seine zweite GP2-Saison. Sein Team trat in dieser Saison als Lotus GP an. Er gewann die Hauptrennen in Valencia und Silverstone sowie das Sprintrennen auf dem Hungaroring. In der Fahrerwertung wurde er Dritter, teamintern setzte er sich gegen James Calado mit 176 zu 160 Punkten durch. Darüber hinaus blieb Gutiérrez Testfahrer bei Sauber.

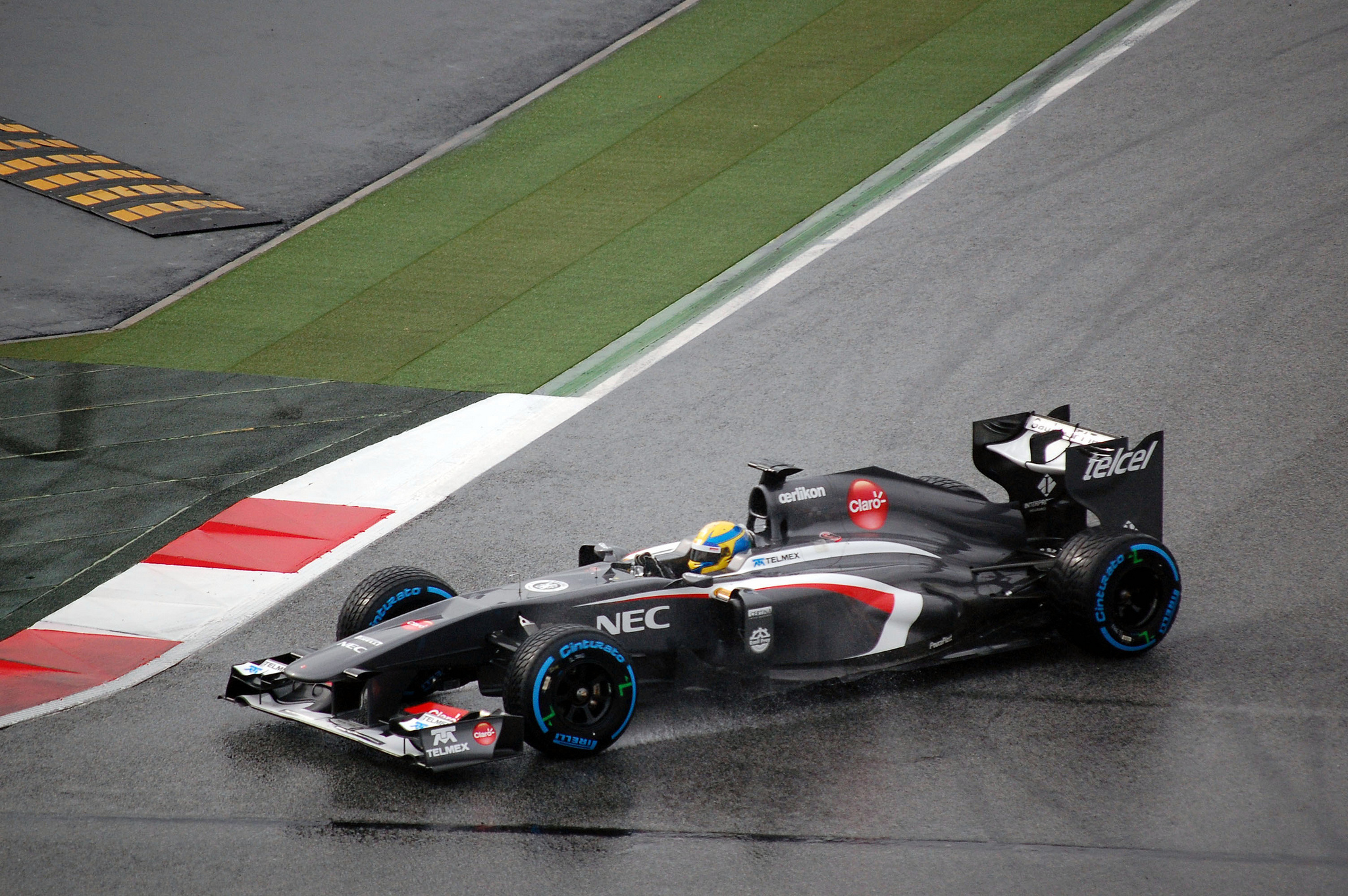
Esteban Gutiérrez im Sauber (2013)

Für die Formel-1-Weltmeisterschaft 2013 erhielt Gutiérrez schließlich ein Einsatzcockpit bei Sauber in der Formel 1. Bei seinem Debütrennen in Australien erzielte er den 13. Platz. In Spanien lag Gutiérrez strategiebedingt kurzzeitig in Führung. In der Schlussphase fuhr er die schnellste Rennrunde. Als Elfter verpasste er jedoch die Punkteränge. Beim Großen Preis von Japan erzielte Gutiérrez mit einem siebten Platz zum einzigen Mal in der Saison Punkte. Mit 6 zu 51 Punkten unterlag er teamintern Nico Hülkenberg und wurde 16. in der Fahrerwertung. 2014 absolvierte Gutiérrez seine zweite Formel-1-Weltmeisterschaft für Sauber. Er wählte bei der Einführung der permanenten Formel-1-Startnummern die #21 für seine weitere Karriere. Gutiérrez blieb – wie sein Teamkollege Adrian Sutil – ohne Punkte. Ein zwölfter Platz beim Saisonauftakt in Australien war sein bestes Ergebnis. Am Saisonende belegte er den 20. Gesamtrang. Gutiérrez verließ Sauber nach zwei Jahren. 2015 war er Test- und Ersatzfahrer bei der Scuderia Ferrari.
2016 war Gutiérrez Stammfahrer bei dem neu in die Formel 1 eingestiegenen Rennstall Haas. Obwohl er sich intern nach Platzierungen im Qualifying mit 10 zu 9 gegen seinen Teamkollegen Romain Grosjean durchsetzte, unterlag er ihm nach Punkten mit 0 zu 29 Punkten deutlich. Er schloss die Saison auf dem 21. Platz der Weltmeisterschaft ab.
2017 trat er in der FIA-Formel-E-Meisterschaft an. Des Weiteren kam er noch zu einigen Einsätzen in der IndyCar Series. Er vertrat bei Dale Coyne Racing Sébastien Bourdais, der sich in der Qualifikation zum Indianapolis 500 verletzt hatte und für mehrere Rennen ausfiel.
Seit 2018 ist er am Simulatorprogramm für das Mercedes AMG F1 Team beteiligt. Seit 2019 ist er zusätzlich Entwicklungsfahrer für das Formel-1-Team und Testfahrer für das Formel-E-Team.

## Sonstiges
Nach dem Großen Preis von Mexiko 2016 heiratete er seine Freundin Mónica Casán.

## Statistik

### Karrierestationen
| - 2004–2006: Kartsport - 2007: US-amerikanische Formel BMW (Platz 2) - 2007: Deutsche Formel BMW (Platz 26) - 2008: Europäische Formel BMW (Meister) - 2008: Internationale Formel Master (Platz 19) - 2008: Deutsche Formel 3 - 2009: Formel-3-Euroserie (Platz 9) - 2009: Formel 1 (Testfahrer) | - 2010: GP3-Serie (Meister) - 2010: Formel 1 (Testfahrer) - 2011: GP2-Asia-Serie (Platz 11) - 2011: GP2-Serie (Platz 13) - 2011: Formel 1 (Testfahrer) - 2012: GP2-Serie (Platz 3) - 2012: Formel 1 (Testfahrer) - 2013: Formel 1 (Platz 16) | - 2014: Formel 1 (Platz 20) - 2015: Formel 1 (Testfahrer) - 2016: Formel 1 (Platz 21) - 2017: Formel E (Platz 22) - 2017: IndyCar Series (Platz 25) - 2019: Formel 1 (Testfahrer) - 2020: Formel 1 (Testfahrer) |

### Einzelergebnisse in der Formel-3-Euroserie
| Jahr  | Team           | Motor         | 1   | 2   | 3   | 4   | 5   | 6   | 7   | 8   | 9   | 10  | 11  | 12  | 13  | 14  | 15  | 16  | 17  | 18  | 19  | 20  | Punkte | Rang |
| ----- | -------------- | ------------- | --- | --- | --- | --- | --- | --- | --- | --- | --- | --- | --- | --- | --- | --- | --- | --- | --- | --- | --- | --- | ------ | ---- |
| 2009  | ART Grand Prix | Mercedes-Benz | HO1 | HO1 | LAU | LAU | NOR | NOR | ZAN | ZAN | OSC | OSC | NÜR | NÜR | BRH | BRH | CAT | CAT | DIJ | DIJ | HO2 | HO2 | 26     | 9.   |
| 2009  | ART Grand Prix | Mercedes-Benz | 16  | DNF | 24  | 11  | 4   | 12  | 5   | 7   | 9   | 9   | 3   | 6   | 7   | 5   | DNF | 9   | 12  | 3   | 11  | 6   | 26     | 9.   |
| 20101 | ART Grand Prix | Mercedes-Benz | LEC | LEC | HO1 | HO1 | VAL | VAL | NOR | NOR | NÜR | NÜR | ZAN | ZAN | BRH | BRH | OSC | OSC | HO2 | HO2 |     |     | –      | —    |
| 20101 | ART Grand Prix | Mercedes-Benz |     |     | 6   | DNF |     |     |     |     |     |     |     |     |     |     |     |     |     |     |     |     | –      | —    |

1Gaststarter

### Einzelergebnisse in der GP3-Serie
| Jahr | Team           | 1   | 2   | 3   | 4   | 5   | 6   | 7   | 8   | 9   | 10  | 11  | 12  | 13  | 14  | 15  | 16  | Punkte | Rang |
| ---- | -------------- | --- | --- | --- | --- | --- | --- | --- | --- | --- | --- | --- | --- | --- | --- | --- | --- | ------ | ---- |
| 2010 | ART Grand Prix | ESP | ESP | TUR | TUR | ESP | ESP | GBR | GBR | GER | GER | HUN | HUN | BEL | BEL | ITA | ITA | 88     | 1.   |
| 2010 | ART Grand Prix | 3   | 3   | 1   | 7   | 1   | 7   | 1   | 3   | 4   | 1   | 2   | 5   | 16  | 7   | 1   | DNF | 88     | 1.   |

### Einzelergebnisse in der GP2-Asia-Serie
| Jahr | Team           | 1   | 2   | 3   | 4   | Punkte | Rang |
| ---- | -------------- | --- | --- | --- | --- | ------ | ---- |
| 2011 | ART Grand Prix | UAE | UAE | ITA | ITA | 3      | 11.  |
| 2011 | ART Grand Prix | DNF | 12  | 11  | 4   | 3      | 11.  |

### Einzelergebnisse in der GP2-Serie
| Jahr | Team      | 1   | 2   | 3   | 4   | 5   | 6   | 7   | 8   | 9   | 10  | 11  | 12  | 13  | 14  | 15  | 16  | 17  | 18  | 19  | 20  | 21  | 22  | 23  | 24  | Punkte | Rang |
| ---- | --------- | --- | --- | --- | --- | --- | --- | --- | --- | --- | --- | --- | --- | --- | --- | --- | --- | --- | --- | --- | --- | --- | --- | --- | --- | ------ | ---- |
| 2011 | Lotus ART | TUR | TUR | ESP | ESP | MON | MON | ESP | ESP | GBR | GBR | GER | GER | HUN | HUN | BEL | BEL | ITA | ITA |     |     |     |     |     |     | 15     | 13.  |
| 2011 | Lotus ART | DNF | 11  | DNF | 12  | 12  | DNS | 7   | 1   | 10  | 8   | 12  | DNF | DNF | 2   | 14  | 7   | 9   | 6   |     |     |     |     |     |     | 15     | 13.  |
| 2012 | Lotus GP  | MAS | MAS | BRN | BRN | BRN | BRN | ESP | ESP | MON | MON | ESP | ESP | GBR | GBR | GER | GER | HUN | HUN | BEL | BEL | ITA | ITA | SIN | SIN | 176    | 3.   |
| 2012 | Lotus GP  | 7   | 2   | 3   | 2   | 10  | 4   | 10  | 7   | 23* | 8   | 1   | DNF | 1   | 4   | 10  | 5   | 8   | 1   | 11  | 13  | 9   | DNF | 2   | 6   | 176    | 3.   |

### Statistik in der Formel-1-Weltmeisterschaft
Diese Statistik umfasst alle Teilnahmen des Fahrers an der Formel-1-Weltmeisterschaft.

#### Gesamtübersicht
| Saison | Team           | Chassis    | Motor                | Rennen | Siege | Zweiter | Dritter | Poles | schn. Rennrunden | Punkte | WM-Pos. |
| ------ | -------------- | ---------- | -------------------- | ------ | ----- | ------- | ------- | ----- | ---------------- | ------ | ------- |
| 2013   | Sauber F1 Team | Sauber C32 | Ferrari 2.4 V8       | 19     | −     | −       | −       | −     | 1                | 6      | 16.     |
| 2014   | Sauber F1 Team | Sauber C33 | Ferrari 1.6 V6 Turbo | 19     | −     | −       | −       | −     | −                | 0      | 20.     |
| 2016   | Haas F1 Team   | Haas VF-16 | Ferrari 1.6 V6 Turbo | 21     | −     | −       | −       | −     | −                | 0      | 21.     |
| Gesamt | Gesamt         | Gesamt     | Gesamt               | 59     | –     | –       | –       | –     | 1                | 6      |         |

#### Einzelergebnisse
| Saison | 1   | 2   | 3  | 4  | 5   | 6   | 7  | 8   | 9   | 10  | 11 | 12 | 13  | 14 | 15  | 16 | 17  | 18 | 19  | 20 | 21 |
| ------ | --- | --- | -- | -- | --- | --- | -- | --- | --- | --- | -- | -- | --- | -- | --- | -- | --- | -- | --- | -- | -- |
| 2013   |     |     |    |    |     |     |    |     |     |     |    |    |     |    |     |    |     |    |     |    |    |
| 13     | 12  | DNF | 18 | 11 | 13  | 20* | 14 | 14  | DNF | 14  | 13 | 12 | 11  | 7  | 15  | 13 | 13  | 12 |     |    |    |
| 2014   |     |     |    |    |     |     |    |     |     |     |    |    |     |    |     |    |     |    |     |    |    |
| 12     | DNF | DNF | 16 | 16 | DNF | 14* | 19 | DNF | 14  | DNF | 15 | 20 | DNF | 13 | 15  | 14 | 14  | 15 |     |    |    |
| 2016   |     |     |    |    |     |     |    |     |     |     |    |    |     |    |     |    |     |    |     |    |    |
| DNF    | DNF | 14  | 17 | 11 | 11  | 13  | 16 | 11  | 16  | 13  | 11 | 12 | 13  | 11 | DNF | 20 | DNF | 19 | DNF | 12 |    |

| Legende  | Legende            | Legende                                                          |
| Farbe    | Abkürzung          | Bedeutung                                                        |
| -------- | ------------------ | ---------------------------------------------------------------- |
| Gold     | –                  | Sieg                                                             |
| Silber   | –                  | 2. Platz                                                         |
| Bronze   | –                  | 3. Platz                                                         |
| Grün     | –                  | Platzierung in den Punkten                                       |
| Blau     | –                  | Klassifiziert außerhalb der Punkteränge                          |
| Violett  | DNF                | Rennen nicht beendet (did not finish)                            |
| Violett  | NC                 | nicht klassifiziert (not classified)                             |
| Rot      | DNQ                | nicht qualifiziert (did not qualify)                             |
| Rot      | DNPQ               | in Vorqualifikation gescheitert (did not pre-qualify)            |
| Schwarz  | DSQ                | disqualifiziert (disqualified)                                   |
| Weiß     | DNS                | nicht am Start (did not start)                                   |
| Weiß     | WD                 | zurückgezogen (withdrawn)                                        |
| Hellblau | PO                 | nur am Training teilgenommen (practiced only)                    |
| Hellblau | TD                 | Freitags-Testfahrer (test driver)                                |
| ohne     | DNP                | nicht am Training teilgenommen (did not practice)                |
| ohne     | INJ                | verletzt oder krank (injured)                                    |
| ohne     | EX                 | ausgeschlossen (excluded)                                        |
| ohne     | DNA                | nicht erschienen (did not arrive)                                |
| ohne     | C                  | Rennen abgesagt (cancelled)                                      |
| ohne     | keine WM-Teilnahme |                                                                  |
| sonstige | P/fett             | Pole-Position                                                    |
| sonstige | 1/2/3/4/5/6/7/8    | Punktplatzierung im Sprint-/Qualifikationsrennen                 |
| sonstige | SR/kursiv          | Schnellste Rennrunde                                             |
| sonstige | *                  | nicht im Ziel, aufgrund der zurückgelegten Distanz aber gewertet |
| sonstige | ()                 | Streichresultate                                                 |
| sonstige | unterstrichen      | Führender in der Gesamtwertung                                   |

### Einzelergebnisse in der FIA-Formel-E-Meisterschaft
| Jahr    | Team      | 1   | 2   | 3   | 4   | 5   | 6   | 7   | 8   | 9   | 10  | 11  | 12  | Punkte | Rang |
| ------- | --------- | --- | --- | --- | --- | --- | --- | --- | --- | --- | --- | --- | --- | ------ | ---- |
| 2016/17 | Techeetah | HKG | MAR | BUE | MEX | MON | PAR | BER | BER | NYC | NYC | MTR | MTR | 5      | 22.  |
| 2016/17 | Techeetah |     |     |     | 10  | 8   | 11  |     |     |     |     |     |     | 5      | 22.  |

| Legende                      | Legende       | Legende                                                                 |
| Farbe                        | Abkürzung     | Bedeutung                                                               |
| ---------------------------- | ------------- | ----------------------------------------------------------------------- |
| Gold                         | —             | Sieger                                                                  |
| Silber                       | —             | 2. Platz                                                                |
| Bronze                       | —             | 3. Platz                                                                |
| Grün                         | —             | Platzierung in den Punkten                                              |
| Blau                         | —             | Klassifiziert außerhalb der Punkteränge                                 |
| Violett                      | DNF           | Rennen nicht beendet                                                    |
| Violett                      | NC            | nicht klassifiziert                                                     |
| Rot                          | DNQ           | nicht qualifiziert                                                      |
| Schwarz                      | DSQ           | disqualifiziert                                                         |
| Weiß                         | DNS           | nicht am Start                                                          |
| Weiß                         | WD            | zurückgezogen                                                           |
| Weiß                         | C             | Rennen abgesagt                                                         |
| Blanko                       |               | nicht teilgenommen                                                      |
| Blanko                       | DNP           | gemeldet, aber nicht teilgenommen                                       |
| Blanko                       | INJ           | verletzt oder krank                                                     |
| Blanko                       | EX            | ausgeschlossen                                                          |
| sonstige Formate und Zeichen | P/fett        | Pole-Position                                                           |
| sonstige Formate und Zeichen | kursiv        | Schnellste Rennrunde (ab 2017/18: Schnellste Rennrunde der ersten Zehn) |
| sonstige Formate und Zeichen | unterstrichen | Führender in der Gesamtwertung                                          |
| sonstige Formate und Zeichen | °             | FanBoost                                                                |
| sonstige Formate und Zeichen | *             | nicht im Ziel, aufgrund der zurückgelegten Distanz aber gewertet        |
| sonstige Formate und Zeichen | ( )           | Streichresultat                                                         |

### Einzelergebnisse in der IndyCar Series
| Jahr | Team              | 1   | 2   | 3   | 4   | 5   | 6    | 7   | 8   | 9   | 10  | 11  | 12  | 13  | 14  | 15  | 16  | 17  | Punkte | Rang |
| ---- | ----------------- | --- | --- | --- | --- | --- | ---- | --- | --- | --- | --- | --- | --- | --- | --- | --- | --- | --- | ------ | ---- |
| 2017 | Dale Coyne Racing | STP | LBH | ALA | PHO | IMS | INDY | DET | DET | TXS | ROA | IOW | TOR | MDO | POC | STL | WGL | SNM | 91     | 25.  |
| 2017 | Dale Coyne Racing |     |     |     |     |     |      | 19  | 14  |     | 17  | 13  | 14  | 20  | 22  |     |     |     | 91     | 25.  |

| Farbe      | Bedeutung                                          |
| ---------- | -------------------------------------------------- |
| Gold       | Sieger                                             |
| Silber     | 2. Platz                                           |
| Bronze     | 3. Platz                                           |
| Grün       | 4. und 5. Platz                                    |
| Hellblau   | 6. bis 10. Platz                                   |
| Dunkelblau | Rennen beendet (außerhalb der ersten zehn Piloten) |
| Violett    | Rennen nicht beendet                               |
| Rot        | nicht qualifiziert (DNQ)                           |
| Schwarz    | disqualifiziert (DSQ)                              |
| Weiß       | nicht am Start (DNS)                               |
| Weiß       | zurückgezogen (WD)                                 |
| Weiß       | Rennen abgesagt (C)                                |
| Blanko     | nicht teilgenommen                                 |
| Blanko     | nicht erschienen (DNA)                             |
| Blanko     | verletzt oder krank (INJ)                          |
| Blanko     | ausgeschlossen (EX)                                |

### Le-Mans-Ergebnisse
| Jahr | Team                      | Fahrzeug                | Teamkollege       | Teamkollege       | Platzierung | Ausfallgrund |
| ---- | ------------------------- | ----------------------- | ----------------- | ----------------- | ----------- | ------------ |
| 2022 | Inter Europol Competition | Oreca 07                | Jakub Śmiechowski | Alex Brundle      | Rang 17     |              |
| 2023 | Glickenhaus Racing        | Glickenhaus SCG 007 LMH | Franck Mailleux   | Nathanaël Berthon | Rang 7      |              |

### Einzelergebnisse in der FIA-Langstrecken-Weltmeisterschaft
| Saison | Team               | Rennwagen               | 1   | 2   | 3   | 4   | 5   | 6   | 7   |
| ------ | ------------------ | ----------------------- | --- | --- | --- | --- | --- | --- | --- |
| 2022   | Inter Europol      | Oreca 07                | SEB | SPA | LEM | MON | FUJ | BAH |     |
| 2022   | Inter Europol      | Oreca 07                | 31  | DNF | 17  | 7   | 15  | DNF |     |
| 2023   | Glickenhaus Racing | Glickenhaus SCG 007 LMH | SEB | POR | SPA | LEM | MON | FUJ | BAH |
| 2023   | Glickenhaus Racing | Glickenhaus SCG 007 LMH | 7   |     |     |     |     |     |     |